# Dekanat Nowogródek
Dekanat Nowogródek – jeden z 16 dekanatów diecezji grodzieńskiej na Białorusi. W jego skład wchodzi 6 parafii i kościół rektoralny. 

## Historia
W 1938 roku dekanat Nowogródek leżał w diecezji pińskiej. Składał się z 13 parafii i 2 kościołów filialnych. Trzech obecnych parafii i rektoratu dekanatu:
- parafii św. Michała Archanioła w Nowogródku
- kościoła Przemienienia Pańskiego w Nowogródku
- parafii w Worończy
- parafii we Wsielubiu

oraz:
- parafii w Delatyczach (obrz. wsch.)
- parafii w Horodyszczu
- parafii w Lubczu
- parafii w Łopusznej
- parafii w Milkiewiczach
- parafii w Niehniewiczach
- kościoła franciszkanów w Nowogródku
- parafii w Rajcy
- parafii w Starojelnii (ob. w dekanacie Dziatłowo)
- parafii w Walówce
- parafii w Zubkowie

## Lista parafii
| Lp. | Miejscowość / parafia                             | Proboszcz / administrator     | Kościół                                               | Zdjęcie |
| --- | ------------------------------------------------- | ----------------------------- | ----------------------------------------------------- | ------- |
| 1   | Brzozówka Parafia Zesłania Ducha Świętego         |                               | Kościół Zesłania Ducha Świętego w Brzozówce           |         |
| 2   | Korelicze Parafia Matki Bożej Nieustającej Pomocy |                               | Kościół Matki Bożej Nieustającej Pomocy w Koreliczach |         |
| 3   | Mir Parafia św. Mikołaja                          | ks. Aleksander Sewastianowicz | Kościół św. Mikołaja w Mirze                          |         |
| 4   | Nowogródek Parafia św. Michała Archanioła         | ks. Jerzy Żegaryn             | Kościół św. Michała Archanioła w Nowogródku           |         |
| 5   | Nowogródek Rektorat                               |                               | Kościół Przemienienia Pańskiego w Nowogródku          |         |
| 6   | Worończa Parafia św. Anny                         |                               | Kościół św. Anny w Worończy                           |         |
| 7   | Wsielub Parafia św. Kazimierza                    |                               | Kościół św. Kazimierza we Wsielubiu                   |         |